# UH-72 拉科塔直升機
UH-72拉科塔直升機（英語：UH-72 Lakota）是一款由歐直EC145直升機改進而成的輕型多用途直升機。
EC-145一開始作為民用直升機在市場上大受歡迎，2006年獲選美軍LUH（Light Utility Helicopter）計畫用以取代老舊的UH-1H/V和OH-58 A/C。UH-72在美國境內執行後勤和協助任務，包括國土安全、救災任務和醫療後送。其命名保持美軍以美洲原住民命名的傳統，源於拉科塔族。

## 發展

### 背景
1980年代，美國陸軍發起一項新型直升機計畫，其要求為藉由高度模塊化的設計，使得直升機能通過更改模塊進行兩種不同的任務。兩種子型號分別是輕型實用型（“LHX-U”），用於部隊和補給的突擊和戰術移動，另一種是輕型偵察/攻擊型（“LHX-SCAT”），以作為AH-64阿帕契直升機的子協助機，而最終的結果是RAH-66卡曼契直升機。
然RAH-66日益暴漲的成本導致美軍最終放棄了此計畫，並且此時的美軍需要一款已在民用市場成熟並且容易改裝的直升機以降低研發成本，來補齊美軍缺乏的輕型通用直升機。為此發佈LUH計畫。

### 過程

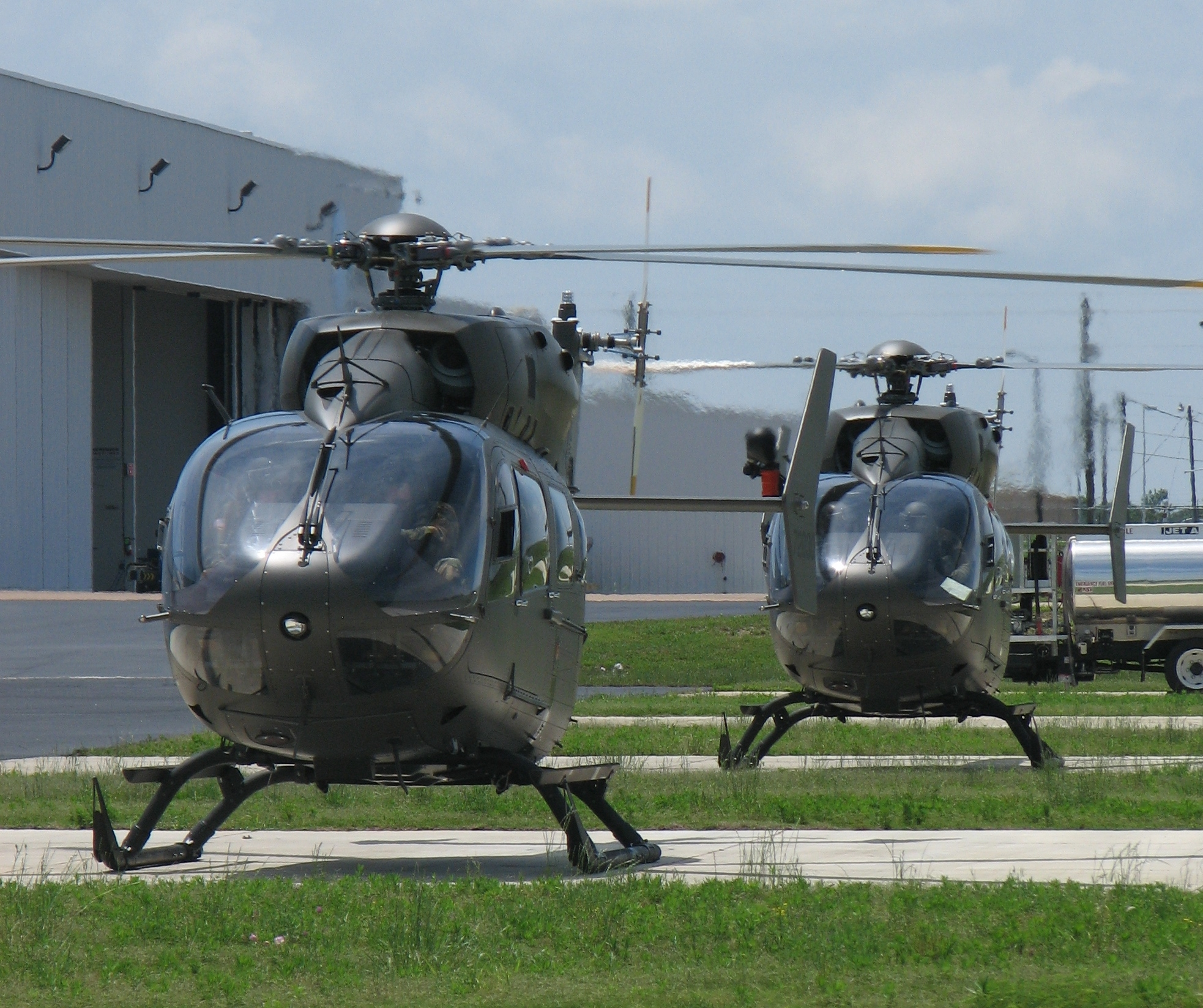
位於密西西比州圖珀洛的最早出廠的兩架UH-72

而美軍選中武裝偵察/輕型攻擊的方案是由貝爾407衍伸的ARH-70 阿拉帕霍直升機，而多用途功能則由AW139、歐直EC145直升機、Bell 412、MD Helicopters MD Explorer及貝爾210(民用版的UH-1)競爭。最終於2006年6月30日，美國陸軍宣布UH-145獲得價值30億美元的LUH合同。8月，UH-145被國防部正式指定為UH-72A。2006年 10 月，在流標者抗議後，該方案得到最終確認。儘管由於抗議推遲了四個月，但第一架UH-72A還是在12月按時交付，同時正式宣布該型號的名稱為拉科塔族。

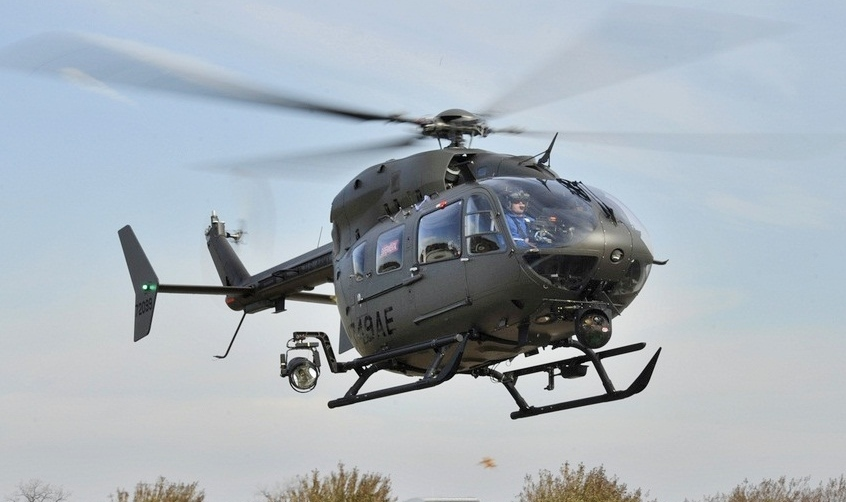
一架位於美國國防部的UH-72A

2007年8月23日，UH-72A 獲得全速生產 (FRP) 批准，到2017年需生產完最初計劃的345架。UH-72A在空中巴士直升機公司位於密西西比州哥倫布的工廠生產。最初生產是組裝從德國歐洲直升機公司運輸而來的零件，但在2009年實現了全面的本地生產。2009年12月，陸軍又訂購了45架 UH-72A。由於預算削減，美國陸軍選擇在2014年後停止採購UH-72A。此時，軍方總共訂購了312架。。2014 年1月，國會撥款1.71億美元用於採購20架的UH-72A。.
2013年5月，國會質疑為什麼不考慮將UH-72用於武裝偵察任務。時任陸軍參謀長雷蒙德·奧迪爾諾則表示，UH-72A是為國內環境服役而開發的，不適合部署到戰區。而UH-72將取代美國陸軍國民警衛隊的[UH-60黑鹰直升机]]，並將其部署到海外。2013年6月21日，採購、技術與後勤次長弗蘭克肯德爾在給國會的一封信中表示，UH-72“目前無法負擔”戰鬥改裝。據報導，作戰改裝將耗資7.8億美元，每架直升機的重量增加774lb（351kg)，改動將包括被動和主動生存系統、強化發動機和動力傳動系統、外部照明和通信升級。

### 訓練機

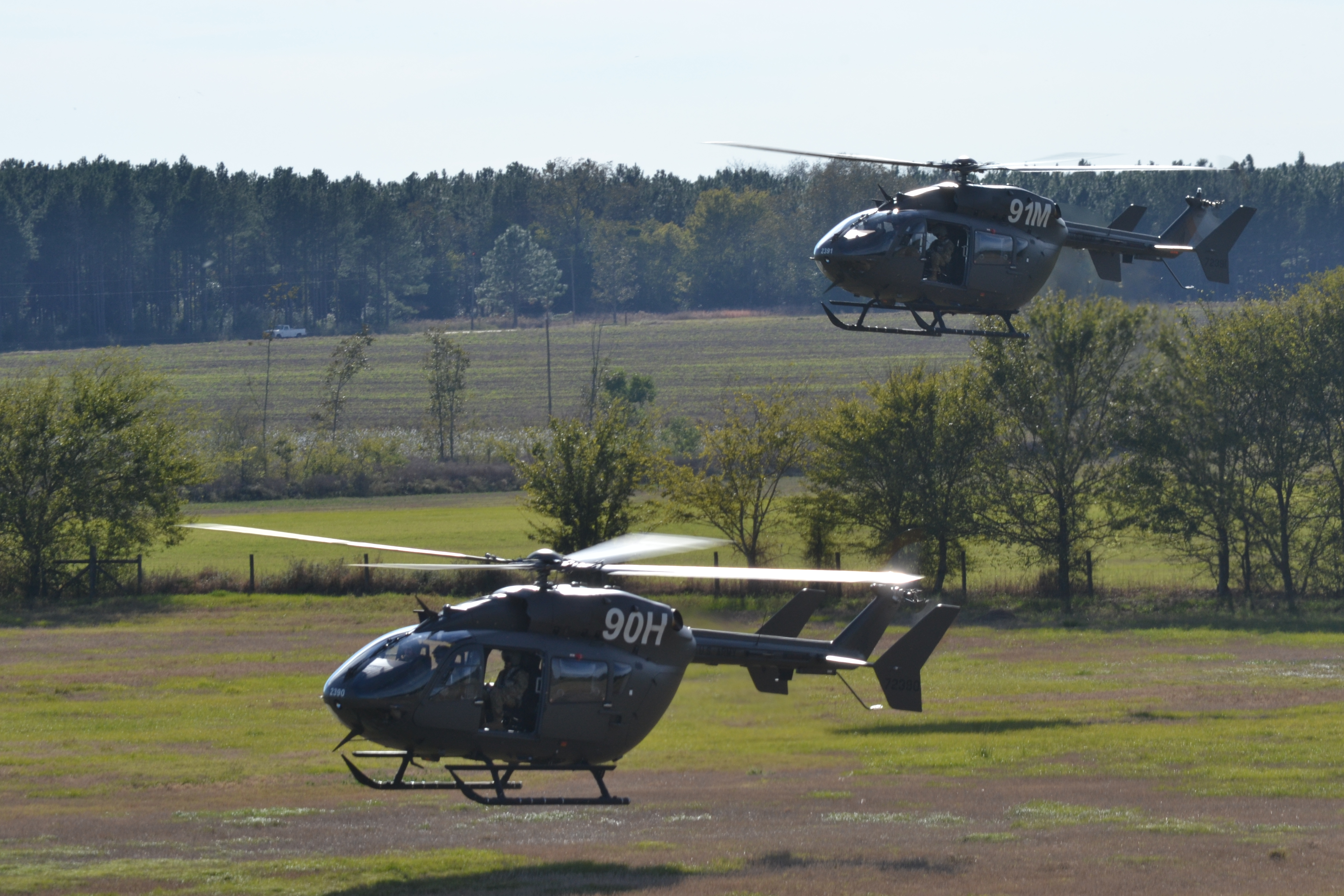
兩架訓練中的UH-72A

2013年12月，美國陸軍正在考慮退役OH-58奇奧瓦偵察直升機，並將所有陸軍國民警衛隊和美國陸軍預備役的AH-64，作為偵察直升機轉移到現役陸軍。根據該計劃，所有100架現役陸軍和104架美國陸軍國民警衛隊的UH-72將被轉移用作訓練直升機，以取代位於阿拉巴馬州魯克爾堡的美國陸軍航空卓越中心(USAACE)的T-67 克里克人。而一些現役陸軍的UH-60則將被轉移到陸軍預備役和陸軍國民警衛隊部隊執行國土防禦和救災任務。這些提案旨在淘汰舊直升機，在節省成本的同時保留關鍵能力。 由於大多數UH-72將被改造成訓練直升機，陸軍申請資金購買100多架UH-72作為訓練用。2015財年的預算涵蓋了其中55架，2016 財年的資金則將用於剩餘採購。
2014年9月4日，陸軍發布了購買155架 UH-72的意向通知書，用於“在非全面公開競爭的基礎上”進行訓練。奧古斯塔偉士蘭發起了一項司法訴訟，要求宣布此次收購為非法，並聲稱EC145沒有提供最佳性價比，並且其“受限飛行機動包線”阻礙了培訓。空客為陸軍辯護，指出EC145之前的選擇，聲稱奧古斯塔偉士蘭對其的成本估算被誇大，並且次份預算已經被用於訓練。 貝爾直升機公司對此申明，也提出抗議，但沒有採取法律行動。2014年10月14日，美國聯邦索賠法院發布臨時命令，駁回美國政府對奧古斯塔偉士蘭申訴的質疑，直到陸軍發布最終理由和批准 (J&A) 以獨家採購。陸軍爭辯說UH-72A屬於2006年的LUH合同，因此不需要新的J&A，因此不需要新的一份聲明。法院支持阿古斯塔韋斯特蘭，拒絕了陸軍的J&A，並在發現陸軍誇大了購買訓練直升機所需的成本和時間後停止了UH-72 的採購計畫。而最初的採購過程也被發現存在疏忽，因為它將UH-72與空中客車的服務期限聯繫在一起。法院命令陸軍採購新的訓練直升機或者停止購買UH-72教練機。陸軍對該決定提出上訴，必且正在進行中。</ref>
UH-72一直因其操作的問題而在作為初級教練機的方面飽含爭議。 國家軍隊未來委員會的研究報告顯示UH-72作為訓練直升機的成本過高，並且有更便宜的選擇。它還表明，大多數教官飛行員並不贊成UH-72，認為它太過複雜，因此不適合作為初級教練機。UH-72還被批評無法教授觸地自動旋轉等動作。在空中客車公司建議他們不適合初級訓練後，德國陸軍已停止使用欧直EC135直升机作為初級訓練機，而美國海軍也因此拒絕使用UH-72作為教練機。

### 其他發展
美國陸軍武裝空中偵察機(AAS)計劃將UH-72進行武裝化改造，並編號為645(EC645)，以取代OH-58D。2009年5月4日，空客和洛克希德馬丁公司宣布了645的合作協議。3架AAS-72X概念機於2010年底建成並開始飛行測試。2012年9月，空客開始了AAS-72X和EC145 T2的飛行演示，據報導符合性能要求。空客提供了兩個版本：AAS-72X，UH-72的武裝版本和 AAS-72X+，EC-145T2的武裝軍事化版本。 2013 年底，AAS計劃終止，此方案也被放棄。
2012年5月，UH-72A 提交給美國空軍的通用垂直升降支撐平台 (CVLSP) 計劃，用於替換 UH-1N雙休伊直升機。UH-72A可以執行美國空軍全球打擊司令部下屬的洲際彈道飛彈站點巡邏任務，以及美國空軍機動司令部第89空運聯隊在國家首都地區的人員運輸。與UH-1N相比，UH-72的優勢包括快約30%的速度、航程和滯留時間、更好的可靠性和耐撞性、夜視兼容性、現代航空電子設備以及更低的操作成本。2013年8月，美國空軍表示計劃再使用UH-1N六到十年。 2013年9月，代理空軍部長埃里克·范寧收到了空中客车直升机公司北美公司首席執行官的一封信，稱改裝和維護UH-1N的成本高於採購和運營UH-72A； 這封信還敦促迅空軍盡快採取行動，因為陸軍的訂單幾乎已經完成，產線正在逐步關閉。而美國空軍則表示，因其缺乏資金採購新機種，可能會繼續使用UH-1N。空客直升機北美分公司表示，UH-72A“將降低美國空軍核營運的風險，並將為納稅人節省一大筆成本。據報導，購買UH-72A與升級62架UH-N的成本一樣多，但長期運營來看，成本會低得多。

### 外銷
2013年6月7日，泰國皇家陸軍要求出售六架UH-72A及相關設備、培訓和支持，估計費用為7700萬美元。2013年10月9日，泰國政府批准了5500萬美元的資金，用於提供其陸軍在2013年至2015年間採購6架UH-72A。 2014年3月28日，泰國陸軍向空中客車直升機公司提供6架UH-72A，共價值3400萬美元的合同，並且包括配備任務設備如AN/ARC-231 機載無線電終端。並且2015年4月開始交付。  2015年11月，6架皆以交付完成。
2014年9月29日，國會獲悉泰國要求出售另外9架UH-72、相關設備和後勤。

## 型號
- UH-72A Lakota

非武裝版本的歐直EC145直升機軍用版本。
- UH-72B Lakota

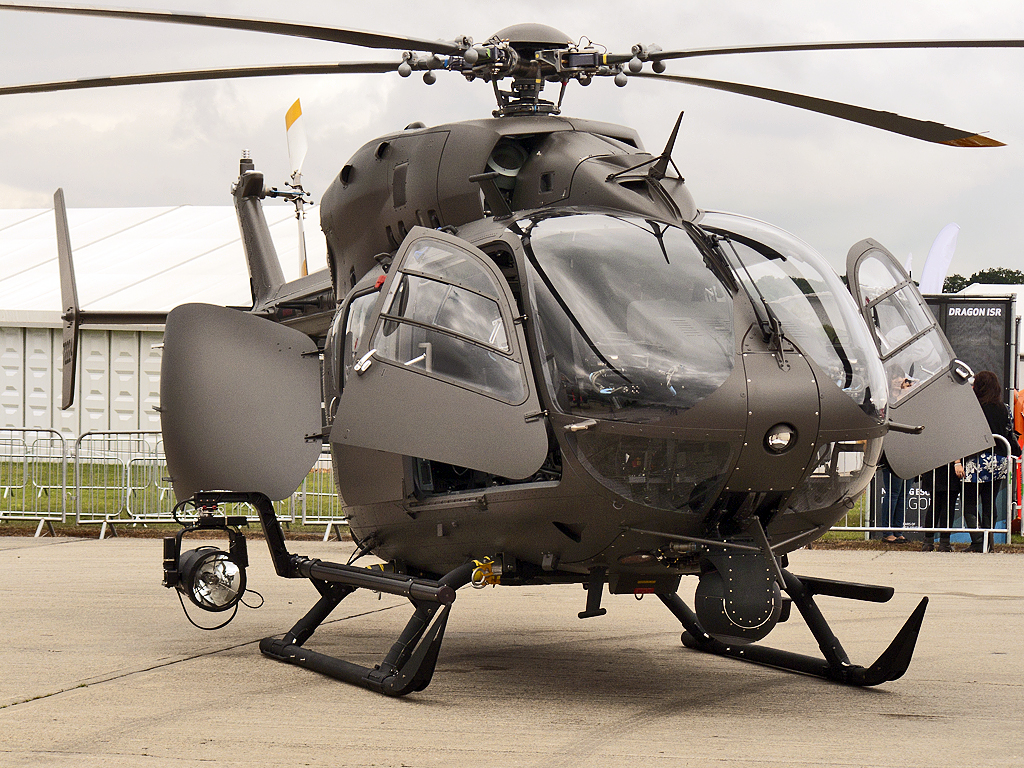
美國陸軍的偵蒐版UH-72A

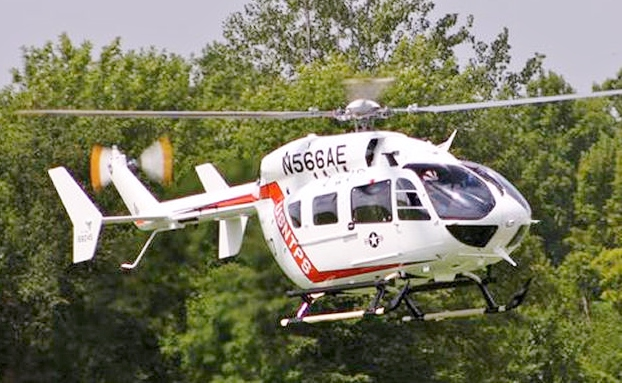
美國海軍的UH-72A

UH-72A的升級版本，其擁有五片螺旋槳、更強的發動機及更新的中控系統。2021年9月開始交付。
- AAS-72X

由洛克希德馬丁和空中巴士直升機公司共同提交給美國陸軍，用以取代OH-58D的武裝版本。
- AAS-72X+

歐直EC145T2的武裝空中偵察版本。其具有更強大的發動機（每具多200kW) 和數字化玻璃駕駛艙。

## 外部連結
- EADS North America UH-72A site
- US Army UH-72 Lakota page （页面存档备份，存于）
- AMerican Eurocopter Armed Scout 645 official site
- LUH Program on GlobalSecurity.org （页面存档备份，存于）
- LUH competition contenders （页面存档备份，存于）
- "Army's aviation restructuring not to affect civil helicopter market" 的存檔，存档日期12 April 2015. Rotor & Wing article